# 1-Ethyl-3-methylimidazoliumtetrafluoroborat
1-Ethyl-3-methylimidazoliumtetrafluoroborat ist eine ionische Flüssigkeit (auch: ionic liquid oder Flüssigsalz), also ein Salz, dessen Schmelzpunkt unter 100 °C liegt. Es gehört zu den ersten wasser- und luftstabilen ionischen Flüssigkeiten.

## Eigenschaften
Mit einem Schmelzpunkt von 15 °C handelt es sich bei 1-Ethyl-3-methylimidazoliumtetrafluoroborat um eine Raumtemperatur-ionische Flüssigkeit (RTIL). Als polare, hydrophobe Flüssigkeit wird es, wie viele ionische Flüssigkeiten, als Lösungsmittel in der Synthese eingesetzt.

## Darstellung
1-Ethyl-3-methylimidazoliumtetrafluorborat kann durch eine Anionenmetathese ausgehend von 1-Ethyl-3-methylimidazoliumiodid und einem Tetrafluoroborat-Salz gewonnen werden.

## Verwendung
1-Ethyl-3-methylimidazoliumtetrafluorborat kann zur Synthese von Magnesiumoxid-Nanopartikeln eingesetzt werden. Zinn und Antimon können aus der ionischen Flüssigkeit elektrochemisch abgeschieden werden, in Kombination mit 1-Ethyl-3-methylimidazoliumiodid kann es als Elektrolyt in Doppelschichtkondensatoren eingesetzt werden.